# Gongpoquansaurus

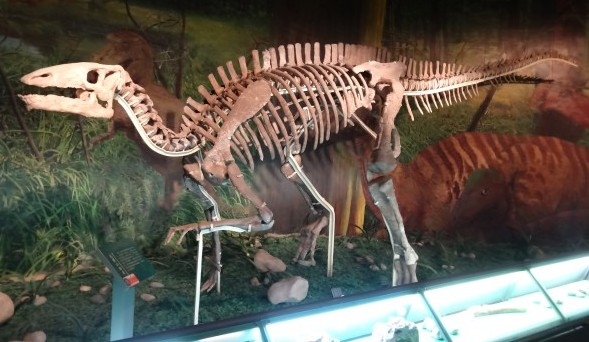
Een skeletmodel van Gongpoquansaurus

Gongpoquansaurus mazongshanensis is een plantenetende ornithischische dinosauriër, behorend tot de Euornithopoda, die tijdens het vroege Krijt leefde in het gebied van de huidige Volksrepubliek China.

## Vondst en naamgeving
In de zomer van 1992 werd door de Chinees-Japanse Silk Road Dinosaur Expedition in het Mazong Shan-gebergte in Gansu het skelet gevonden van een euornithopode. In 1997 benoemde Lü Junchang op basis hiervan een derde soort van Probactrosaurus: Probactrosaurus mazongshanensis. De soortaanduiding verwijst behalve naar het gebergte naar de prefectuur Mazongshan. Al snel werd duidelijk dat het om een heel ander dier gaat.
In 2014/2015 werd het geslacht Gongpoquansaurus benoemd en beschreven door You Hailu, Li Daqing en Peter Dodson. De geslachtsnaam verwijst naar het Gongpoquanbassin. De typesoort blijft Probactrosaurus mazongshanensis.
Het holotype, IVPP V.11333, is gevonden in een laag van de Zhonggouformatie die dateert uit het Barremien. Het bestaat uit de achterkant van een schedel. Verschillende mogelijke postcrania, gedeeltelijke skeletten zonder schedel, zijn gevonden maar het verband met de schedel is onbewezen.

## Beschrijving
Gongpoquansaurus is een vrij robuuste hadrosauroïde, met een lengte van ruwweg zes meter.
De beschrijvers wisten enkele onderscheidende kenmerken vast te stellen. Het gaat om een unieke combinatie van op zich niet unieke kenmerken. Het bovenste slaapvenster is overdwars langgerekt. Het bovenvlak van de wandbeenderen is breed en plat; ze delen een diepe middengroeve. De dwarskam op het achterhoofd is groot en recht.
Gongpoquansaurus is een fors gebouwde vorm waarvan de schedel veel weg heeft van die van de in dezelfde formatie gevonden Equijubus en de tanden van die van Altirhinus.

## Fylogenie
Gongpoquansaurus is door de beschrijvers basaal in de Hadrosauroidea geplaatst.